# Fudge (jeu de rôle)
Pour les articles homonymes, voir Fudge.

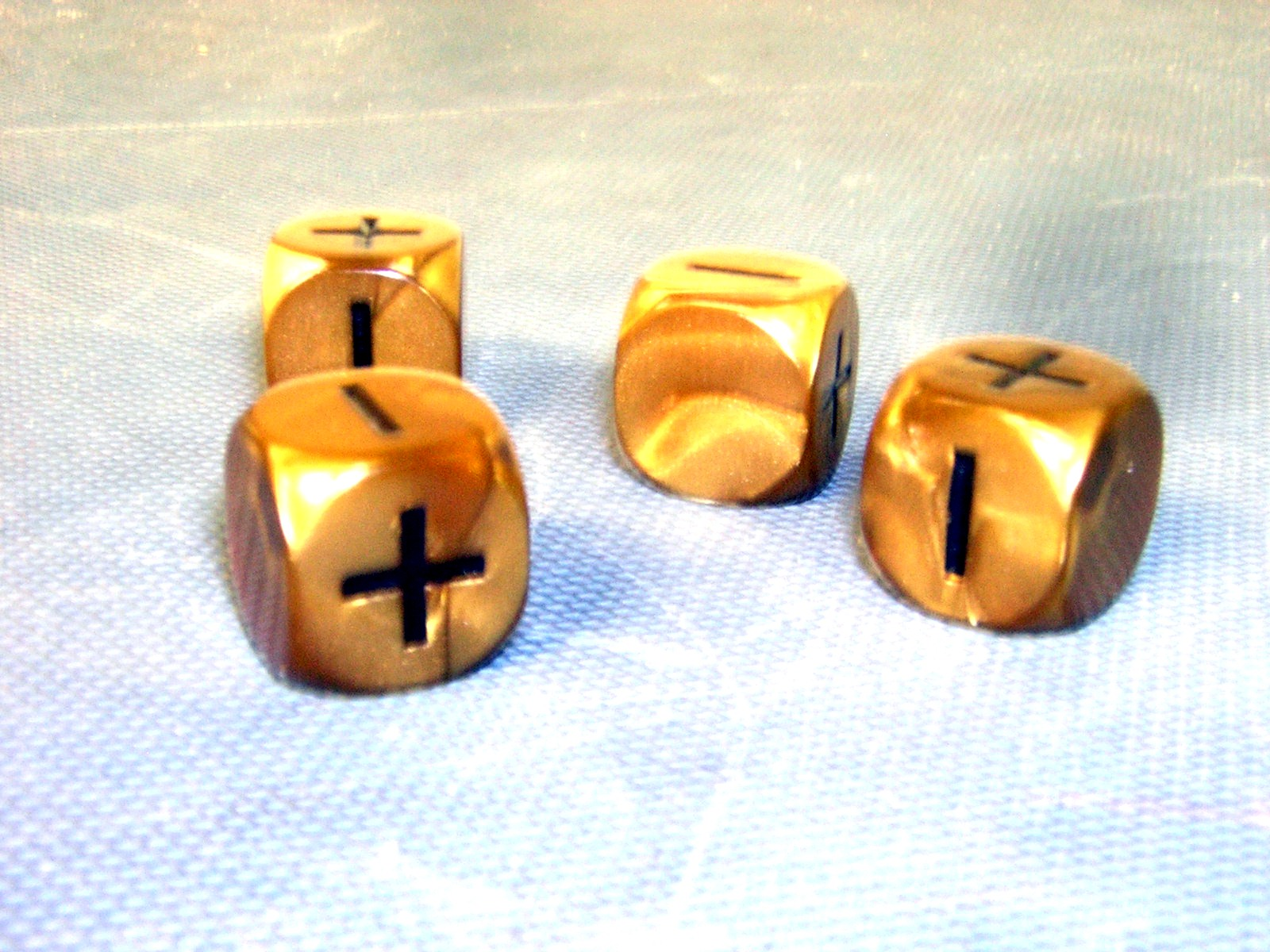
Dés Fudge (dF).

Probabilités d'un jet de 4dF.

Fudge est un système de jeu de rôle générique et gratuit créé par Steffan O'Sullivan. Il propose des règles adaptables à tout univers possible. C'est l'acronyme anglais de Freeform Universal Do-it-Yourself Gaming Engine qui signifie littéralement « moteur de jeu informel, fait maison, libre et universel » ; fudge est également un nom anglais désignant un fondant au chocolat, ainsi qu'un verbe signifiant « bousiller, truquer, se défiler ».

## Histoire éditoriale
Fudge est publié en 1992 par Grey Ghost Games. Il est traduit en français et publié en auto-édition en 2001 sous le nom Frudge (French Fudge). Le jeu passe en licence ludique libre (OGL) en 2004. Il évolue pour devenir FATE, jeu publié en 2013 par Evil Hat Productions.

## Principe
L'originalité principale de ce jeu est l'utilisation de dés « Fudge » (dF en abrégé) : des dés à six faces avec deux faces « – » (moins), deux faces « 0 » (zéro) et deux faces « + » (plus). En jetant quatre dés Fudge (4dF), on obtient un score variant de –4 à +4, sachant que le score sera beaucoup plus souvent compris entre –1 et +1 (63 % de chance d'être dans cette plage).